# خشخاش متقزم
خشخاش متقزم (الاسم العلمي: Papaver pygmaeum) هو نوع نباتي ينتمي إلى جنس الخشخاش من الفصيلة الخشخاشية.

## الموئل والانتشار
موطنها الأصلي أمريكا الشمالية ، حيث يمكن العثور عليها في كولومبيا البريطانية وألبرتا ومونتانا. 

## الوصف النباتي
تنتج هذه العشبة المعمرة جذعًا يصل ارتفاعه إلى 12 سم من جذر رئيسي. يصل طول الأوراق الخضراء المزرقة إلى 5 سم. يبلغ عرض الزهرة حوالي 2 سم. البتلات صفراء أو برتقالية زهرية أو برتقالية مع بقعة صفراء. الثمرة عبارة عن كبسولة ذات شعر خشن يبلغ طولها حوالي 1.5 سم. يحدث التفتح في شهري يوليو وأغسطس.